# 무시로다촌 (후쿠오카현)
무시로다촌(席田村)은 후쿠오카현 지쿠시군에 설치되었던 촌이다. 후쿠오카시에 편입되었으며, 현재는 하카타구·히가시구, 가스야군 시메정의 일부에 해당한다.